# Villarrica (Chile)
Villarrica ist eine Stadt im Süden Chiles in der Región de la Araucanía. Sie hat rund 32.000 Einwohner (2017).

## Geografie
Villarrica liegt etwa 85 km südöstlich von Temuco am Westufer des Lago Villarrica. Der Lago Villarrica besitzt eine Fläche von rund 176 km² und eine maximale Tiefe von 165 m. Am See gibt es viele Strände. Er ist die Quelle des Río Toltén.
Südöstlich der Stadt liegt der aktive Vulkan Villarrica mit 2840 m Höhe.
Das Klima ist mit dem Deutschlands vergleichbar. Besonders im Winter regnet es viel, Schneefälle sind selten.

## Geschichte
1551 erreichte Pedro de Valdivia die Gegend um den Lago Villarrica. Am 23. April 1552 gründete Jerónimo de Alderete die Stadt Santa María Magdalena de la Villa Rica. Allerdings musste die Stadt zwischen 1554 und 1559 nach massiven Mapucheangriffen aufgegeben werden. 1559 gründete García Hurtado de Mendoza die Stadt neu. 1575 wurde die Stadt durch den Vulkan Villarrica stark zerstört, dabei starben 350 Einwohner.
Ab 1597 begannen wieder massive Mapucheangriffe und die Stadt wurde 1602 komplett aufgegeben. Die Spanier zogen sich für lange Zeit aus dem Gebiet zurück.
Seit dem 1. Januar 1883 wurde das Gebiet vom Kaziken Epulef wieder an die Chilenen unter Gregorio Urrutia übergeben. Am 2. Januar 1897 begann der Neuaufbau der Stadt. Im Juni 1916 wurde dann die Gemeinde Villarrica gegründet.
Beim sehr starken Erdbeben vom 22. Mai 1960 trat der Lago Villarrica über seine Ufer und zerstörte viele Häuser in Ufernähe.
Die Stadt ist Sitz des seit 2001 bestehenden Bistums Villarrica, das auf die 1901 errichtete Apostolische Präfektur von Araucanía, später Apostolisches Vikariat, zurückgeht. Hauptkirche ist die Kathedrale Sagrado Corazón (Heiligstes Herz Jesu).

## Sehenswürdigkeiten
Der Tourismus ist die wichtigste Einnahmequelle in Villarrica, insbesondere der See Lago Villarrica und der Vulkan Villarrica ziehen viele Touristen an.
Östlich des Sees liegen zwei Nationalparks, der Nationalpark Villarrica und der Nationalpark Huerquehue.

## Persönlichkeiten
- Carlos Lucas Manríquez (1930–2022), Boxer, Gewinner der Bronzemedaille bei den Olympischen Spielen 1956
- Julio Gallardo (1942–1991), Fußballspieler
- Óscar Hernán Blanco Martínez (* 1964), katholischer Geistlicher, Bischof von Punta Arenas
- Yerson Opazo (* 1984), Fußballspieler
- Diego Opazo (* 1991), Fußballspieler
- Henry Calderón (* 1993), Fußballspieler